# Word on a Wing
Word on a Wing -En español: Palabra en un ala- es una canción escrita y grabada en 1975 por el artista británico David Bowie, para su álbum de 1976, Station to Station. Aparece en la parte final del lado A del álbum, y es la tercera canción del álbum completo.

## Antecedentes

### Grabación
Bowie admitió en 1980 que escribió la canción bajo los efectos de la cocaína en medio de una crisis espiritual derivada de su consumo habital del alucinógeno, mientras estaba en las filmaciones de la película The Man Who Felt to Earth, del director británico Nicolas Roeg.
En 1999 Bowie afirmó que la canción era la expresión de su agotamiento por el abuso de las drogas y la dificultad para salir de sus problemas depresivos y mentales:

1975, 1976 y un poco de 1974, y las primeras semanas de 1977, fueron singularmente los días más oscuros de mi vida. Me encontré hasta el cuello en tal negatividad. Y estaba tan impregnado de horror que recordarlo es casi imposible, ciertamente doloroso ... sin saberlo, esta canción fue, por lo tanto, una señal de angustia. Estoy seguro de que fue una llamada de ayuda.
David Bowie, 1999

## Actuaciones
Bowie interpretó la canción durante su gira Isolar I de 1976, y desde entonces dejó de tocarla, hasta que en el especial de VH1 Storytellers, volvió a interpretarla; esto en 1999, casi 25 años después. La presentación fue icónica porque develó algunos aspectos de la canción hasta ese entonces inéditos. La canción fue incluida en el álbum que se publicó 10 años después (2009).